# Südlicher Entenwal
Der Südliche Entenwal (Hyperoodon planifrons) ist eine Walart aus der Familie der Schnabelwale (Ziphiidae). Er ähnelt stark dem im Nordatlantik lebenden Nördlichen Entenwal (H. ampullatus), der zu den bekanntesten Arten dieser Familie zählt.
Der Artzusatz im wissenschaftlichen Namen ist den lateinischen Worten planus (platt) und frons (Schnauze/Front) zusammengesetzt.

## Verbreitung

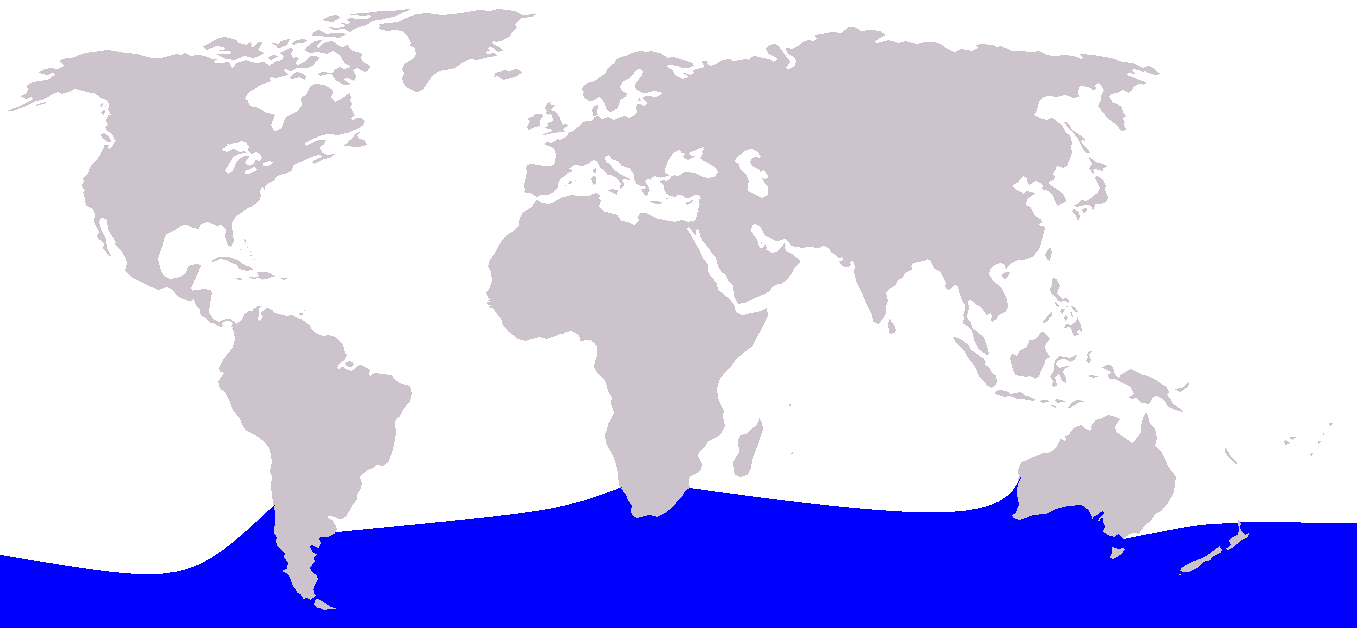
Verbreitungsgebiet des südlichen Entenwales.

Der Südliche Entenwal lebt zirkumpolar in den Meeren der Subantarktis, häufigere Sichtungen gibt es in Patagonien, Südafrika, dem südlichen Australien, Neuseeland und der Antarktisküste. Er dringt bei seinen Wanderungen aber regelmäßig bis zum Äquator vor, er wurde beispielsweise schon vor der Küste Hawaiis und Sri Lankas beobachtet. Im (antarktischen) Sommer zieht er in die Packeisregion der Antarktis, während er in den kühleren Monaten in tropischere Gewässer zieht. Südlich von 58° südlicher Breite ist der Südliche Entenwal der häufigste Wal.

## Beschreibung

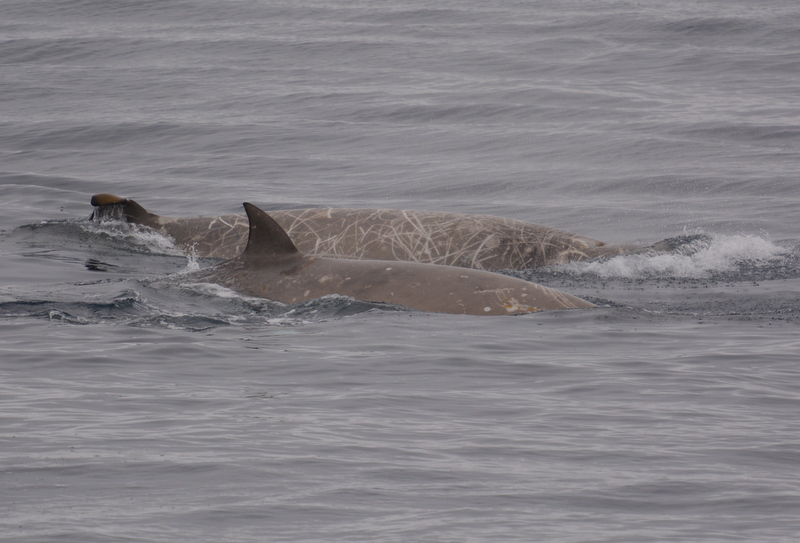
Südliche Entenwale bei Clarence Island

Südliche Entenwale erreichen eine Länge von bis zu 8 Metern, wobei Männchen mit rund 7,5 Meter Länge deutlich größer werden als Weibchen (rund 6,5 Meter). Sein Gewicht wird auf 6 bis 8 Tonnen geschätzt. Sie bleiben damit kleiner als ihre nördlichen Verwandten und sind durch eine kurze Schnauze und eine deutlich gewölbte Melone, die vor allem bei erwachsenen Männchen ausgeprägt ist, gekennzeichnet. Männchen besitzen zwei große Zähne im Unterkiefer, die leicht nach vorne geneigt und nach außen gebogen sind. Die sichelförmige, kleine Finne liegt etwa auf zwei Drittel der Körperlänge. Die Haut dieser Wale ist graubraun gefärbt, wobei die Gesichtspartie, der Bauch und die Flanken heller sind. Außerdem hellen diese Tiere mit dem Älterwerden auf. Die Haut älterer Männchen ist von paarigen Narben bedeckt.

## Lebensweise
Da diese Tiere weitab von den großen Schifffahrtsrouten leben und wenig erforscht sind, gibt es wenig gesicherte Erkenntnisse über ihre Lebensweise. In den meisten Aspekten dürfte sie mit der ihres nördlichen Pendants übereinstimmen. Wie die meisten Schnabelwale bevorzugen Südliche Entenwale das offene Meer mit über 1000 Metern Tiefe und kommen nur selten in den Bereich des Kontinentalschelfs. Sie leben in Schulen von zwei bis zwölf Tieren zusammen. Im Gegensatz zum Nördlichen Entenwal gibt es wenig Berichte über Annäherungen an Boote, was aber weniger auf die Scheu der Tiere als auf einen Mangel an Beobachtungen zurückzuführen sein dürfte.
Die Hauptnahrung dieser Wale besteht aus Tintenfischen, daneben nehmen sie auch Fische zu sich.
Über die Fortpflanzung der Südlichen Entenwale ist wenig bekannt. Die meisten Kälber dürften im Frühling zur Welt kommen und bei der Geburt rund drei Meter groß sein.

## Bedrohung
Im Gegensatz zu seinem nördlichen Verwandten wurde der Südliche Entenwal nie im großen Ausmaß kommerziell gejagt. Obwohl er kaum bekannt ist und nur selten von Menschen gesehen wird, schätzt man seinen Bestand auf etwa 500.000 Tiere, womit er der häufigste Wal der antarktischen Region wäre.

## Belege
1. ↑  Conder & Strahan (Hrsg.): Dictionary of Australian and New Guinean Mammals. CSIRO PUBLISHING, 2007, ISBN 978-0-643-10006-0, S. 60 (Hyperoodon planifrons).